# Čačak
Čačak (srp. ćir. Чачак) je grad i središte istoimene općine u Moravičkom okrugu u Srbiji.

## Stanovništvo
Prema popisu stanovništva iz 2022. godine u Čačku živi 69 598 stanovnika, a na širem području grada živi 106 453 stanovika. 

## Gradovi prijatelji
- Katerini
- Turčianske Teplice
- Filippoi
- Han Pijesak
- Bratunac

## Vanjske poveznice
- Službene stranice grada